# Némir (militaire)
Pour les articles homonymes, voir Némir.
Némir, né vers 1904 à Fort-Lamy au Tchad, mort le 21 décembre 1953 à Fort-Lamy, est un tirailleur sénégalais du Tchad devenu sous-officier.
Il s'illustre pendant la Seconde Guerre mondiale, dans les rangs de la France libre, particulièrement au cours de la campagne d'Érythrée, dans les combats de Kub Kub puis aux combats de l'Engiahat au cours de la bataille de Keren. Il devient compagnon de la Libération en mai 1941. Il participe aussi à la campagne de Syrie, puis à la campagne de Tunisie, et combat ensuite en Tripolitaine.

## Biographie
Némir naît à Fort-Lamy, dans la colonie française du Tchad, vers 1904. Il est issu de Mango, du peuple des Saras, dans le sud du Tchad.

### Engagements successifs de 1924 à 1940
À vingt ans, Némir est engagé volontaire dans les tirailleurs sénégalais le 24 septembre 1924, pour quatre ans, au régiment de tirailleurs sénégalais du Tchad (« RTST »). Affecté le mois suivant à la 11e compagnie de ce régiment, il est admis au peloton des élèves caporaux d'avril à septembre 1925, à Abéché. Après cette formation, il rejoint sa 11e compagnie du RTST.
En mai 1926, Némir se rengage pour trois ans. Il est affecté pour servir en France métropolitaine, et arrive à Bordeaux ans en juin 1927,. Il y a des incertitudes dans son dossier militaire, mais il semble avoir été nommé le 1er juillet suivant à Montauban, au 16e régiment de tirailleurs sénégalais (« 16e RTS »). Nommé caporal le 1er novembre 1927, il est affecté le même jour à Castelsarrasin, à la 11e compagnie. Un an et demi après, le 1er mai 1929, il est affecté à la 9e compagnie. Du même coup, il prolonge d'un an son engagement.
Némir est promu au grade de sergent le 27 décembre 1930 et se rengage pour cinq ans, toujours dans le 16e RTS. Rapatrié au Tchad à l'expiration de son affectation en métropole le 20 juin 1931, il arrive en août 1931 à Fort-Archambault,. En décembre suivant, Némir est affecté à la 1re compagnie du même régiment de tirailleurs. Rengagé pour un an le 2 juillet 1932, Némir est affecté pour la relève du groupe III, au sein de la 8e compagnie.
Il est nommé de nouveau au RTST le 1er février 1937, dans la 3e compagnie. Il se réengage pour deux ans, et est promu sergent-chef en août 1937. Il change ensuite fréquemment d'affectation, passant successivement à la CHR, à la 5e compagnie, à la 17e compagnie, et après le déclenchement de la Seconde Guerre mondiale il retrouve de nouveau la 5e compagnie en mai 1940.

### Combats pour la France libre

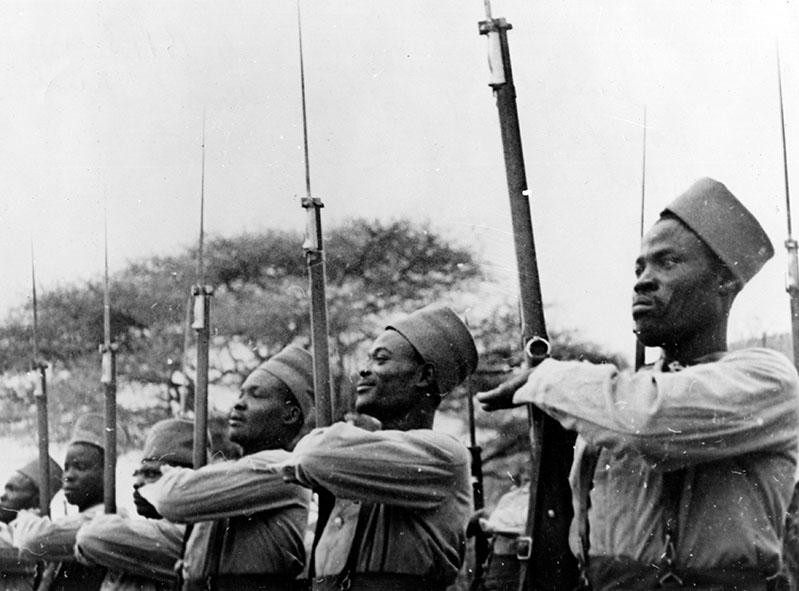
Le BM 3 à Kub Kub où Némir mérite une citation et la croix de la Libération.

Lorsque le Tchad rallie la France libre 26 août 1940, Némir est un des cadres qui s'y rallient aussitôt. Il est nommé dans le Bataillon de marche no 3 (« BM 3 ») dès sa création le 1er décembre 1940, dans la 11e compagnie de ce bataillon.
Némir participe à la campagne d'Érythrée avec le BM 3. Il s'illustre notamment du 21 au 23 février 1941 au combat de Kub Kub, par sa ténacité comme par la façon dont il soutient le moral des tirailleurs. Cela lui vaut d'être cité à l'ordre de l'armée,. Il participe ensuite aux combats de l'Engiahat au cours de la bataille de Keren, du 14 au 28 mars 1941,.
Il débarque ensuite en Palestine avec son bataillon le 10 mai 1941. Le sergent-chef Némir est alors rétrogradé simple 2e classe, pour une raison que les sources disponibles ne précisent pas,.
Némir est malgré cela créé compagnon de la Libération, pour ses faits d'armes antérieurs en Érythrée,. Il est ainsi un des rares Africains ayant reçu cette prestigieuse distinction. Le décret qui lui décerne la croix de la Libération est du 23 juin 1941. Il est d'ailleurs encore qualifié de sergent-chef dans le texte de ce décret.
Nommé au bataillon de marche no 4 (« BM 4 »), Némir part avec lui pour la campagne de Syrie, puis pour la Somalie britannique, à Burao. Le 4 août 1941, il y retrouve le grade de caporal. Il continue ensuite avec le BM 4 en Abyssinie. 
Envoyé de nouveau vers le Levant en avril 1942, Némir passe par Berbera, sur le golfe d'Aden, où il arrive le 24 avril. Il s'y embarque le 30 mai pour Suez où il arrive le 5 juin. Il stationne ensuite au col de Zahlé au Liban, puis dans la ville de Tripoli, dans le Nord du Liban. 
Il reste au Liban jusqu'au 12 janvier 1943, date à laquelle il est envoyé vers les théâtres d'opérations d'Afrique du Nord ; passant par l'Égypte, il arrive en Cyrénaïque et stationne à Tobrouk du 15 janvier 1943 au 18 avril suivant. Son unité, le BM 4, est intégré à la 2e brigade de la 1re division française libre. Avec cette brigade, il est envoyé en Tunisie. Il y parvient le 29 avril 1943, et stationne à Stilka du 3 au 6 mai.
Némir est engagé dans les opérations de la fin de la campagne de Tunisie, et y participe à Tobrouk du 7 au 13 mai 1943. Il combat ensuite à Takrouna du 7 au 13 mai, puis à Hammam et à Sousse du 28 mai au 8 juin, où il est promu sergent le 7 juin. Il participe ensuite aux opérations à Zuara, sur la côte de la Tripolitaine, à partir du 11 juin 1943.
Il semble ensuite dirigé sur le Tchad, où il est libéré le 13 novembre 1943 du service actif, d'après les brèves indications de son dossier militaire. 

### Après-guerre
Némir se retire alors à Fort-Lamy, actuellement N'Djaména, capitale du Tchad. Il y meurt le 21 décembre 1953, et y est enterré.
Il n'existe pas de portrait connu représentant Némir. L'ordre de la Libération a lancé un appel pour trouver sa photographie et celle de dix-huit autres compagnons « sans visage »,.

## Décorations

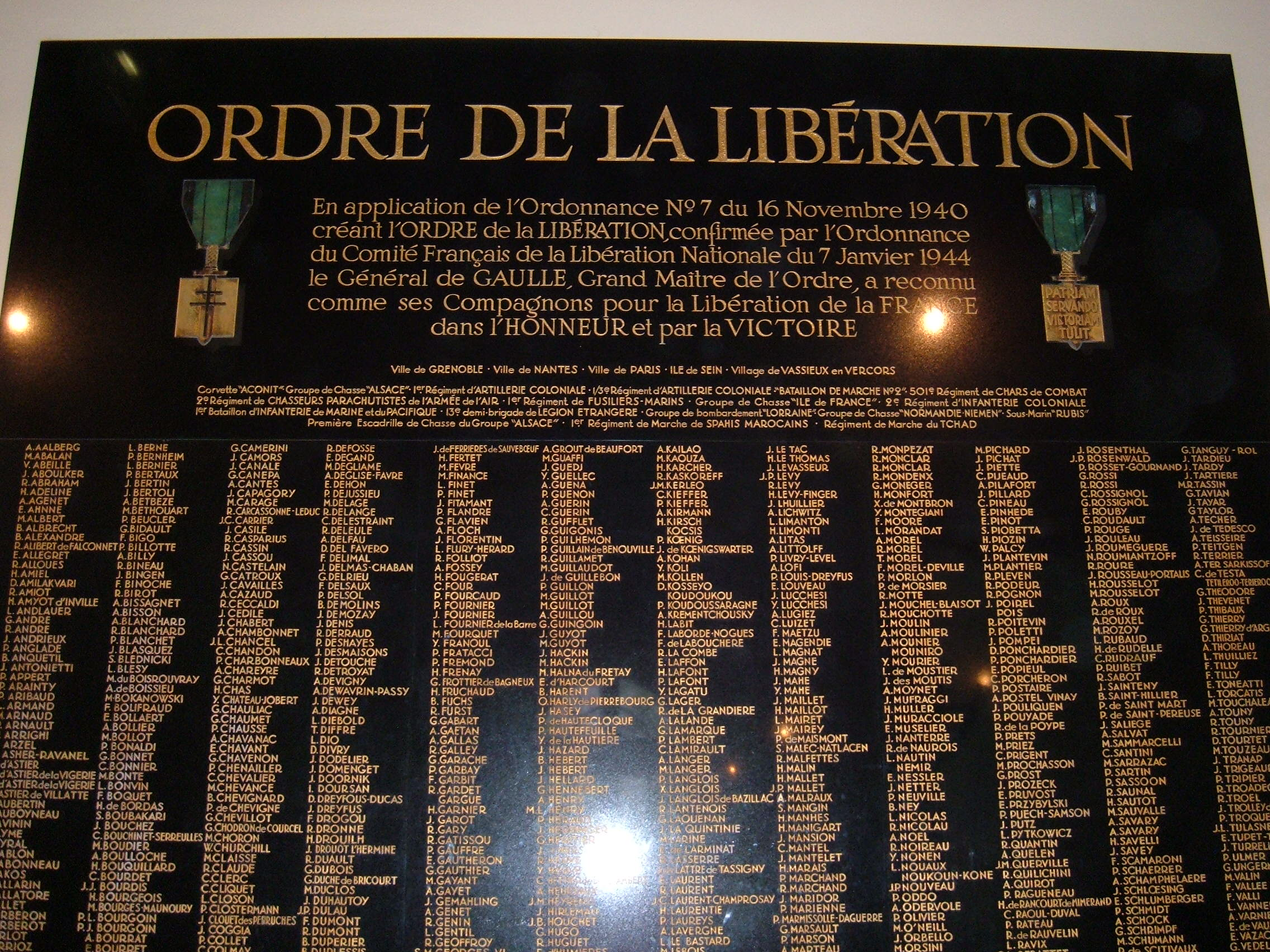
« » à la lettre N sur la plaque en hommage aux Compagnons, musée de l'Armée, Paris.

- Compagnon de la Libération par décret du 23 juin 1941[7]
- Médaille militaire
- Croix de guerre 1939–1945, palme de bronze
- Médaille coloniale avec agrafes « AEF » et « Erythrée ».